# Гомес, Карлос (актёр)
Ка́рлос Го́мес (англ. Carlos Gómez, род. 1 января 1962, Нью-Йорк) — американский актёр.

## Биография
Гомес родился в Нью-Йорке в латиноамериканской семье. Он начал актёрскую карьеру в начале 1980-х, играя небольшие роли в кино и на телевидении. Его первой заметной ролью стал парамедик-гей Рауль Мелендес в телесериале «Скорая помощь». Позже он сыграл второстепенные роли во многих телесериалах, среди которых «Друзья», «Зачарованные», «24 часа», «Акула» и «Мадам госсекретарь»; и фильмах — «Отчаянный», «Миротворец» и «Переговорщик». В телесериале «Болота» он исполнял регулярную роль патологоанатома Карлоса Санчеса, напарника главного героя; сериал продержался в эфире A&E четыре сезона.

## Избранная фильмография

### Кино
| Год  | Название на русском         | Название на английском  | Роль                 | Примечания |
| ---- | --------------------------- | ----------------------- | -------------------- | ---------- |
| 1989 |                             | Dance to Win            | Слэммер              |            |
| 1995 | Отчаянный                   | Desperado               | Правая Рука          |            |
| 1997 | Поспешишь — людей насмешишь | Fools Rush In           | Чуи                  |            |
| 1997 | Миротворец                  | The Peacemaker          | капитан Сантьяго     |            |
| 1998 | Переговорщик                | The Negotiator          | Игл                  |            |
| 1998 | Убийцы на замену            | The Replacement Killers | Хант                 |            |
| 2003 | Дом из песка и тумана       | House of Sand and Fog   | Альварес             |            |
| 2014 | История дельфина 2          | Dolphin Tale 2          | доктор Мигель Арройо |            |
| 2016 | Миссия в Майами             | Ride Along 2            | капитан Эрнандес     |            |

### Телевидение
| Год       | Название на русском                     | Название на английском | Роль                   | Примечания                    |
| --------- | --------------------------------------- | ---------------------- | ---------------------- | ----------------------------- |
| 1995–1996 | Скорая помощь                           | ER                     | Рауль Мелендес         | 6 эпизодов                    |
| 1997      | Друзья                                  | Friends                | Хулио                  | The One with All the Jealousy |
| 1999      | Зачарованные                            | Charmed                | инспектор Родригес     | 3 эпизода                     |
| 2003      | Морская полиция: Спецотдел              | NCIS                   | чиф-петти-офицер Рейес | High Seas                     |
| 2003      | 24 часа                                 | 24                     | Луис Анникон           | 3 эпизода                     |
| 2006      | Мыслить как преступник                  | Criminal Minds         | офицер Наварро         | Machismo                      |
| 2006–2008 | Акула                                   | Shark                  | мэр Мануэль Дельгадо   | 12 эпизодов                   |
| 2010–2013 | Болота                                  | The Glades             | доктор Карлос Санчес   | Регулярная роль; 49 эпизодов  |
| 2015–2016 | Мадам госсекретарь                      | Madam Secretary        | Хосе Кампос            | 12 эпизодов                   |
| 2016      | Королева Юга                            | Queen of the South     | Хавьер Акоста          | Un Alma. Un Mapa. A Futuro    |
| 2017      | Закон и порядок: Настоящее преступление | Law & Order True Crime | Хосе Менендес          | 6 эпизодов                    |